# Aartsbisdom Tucumán

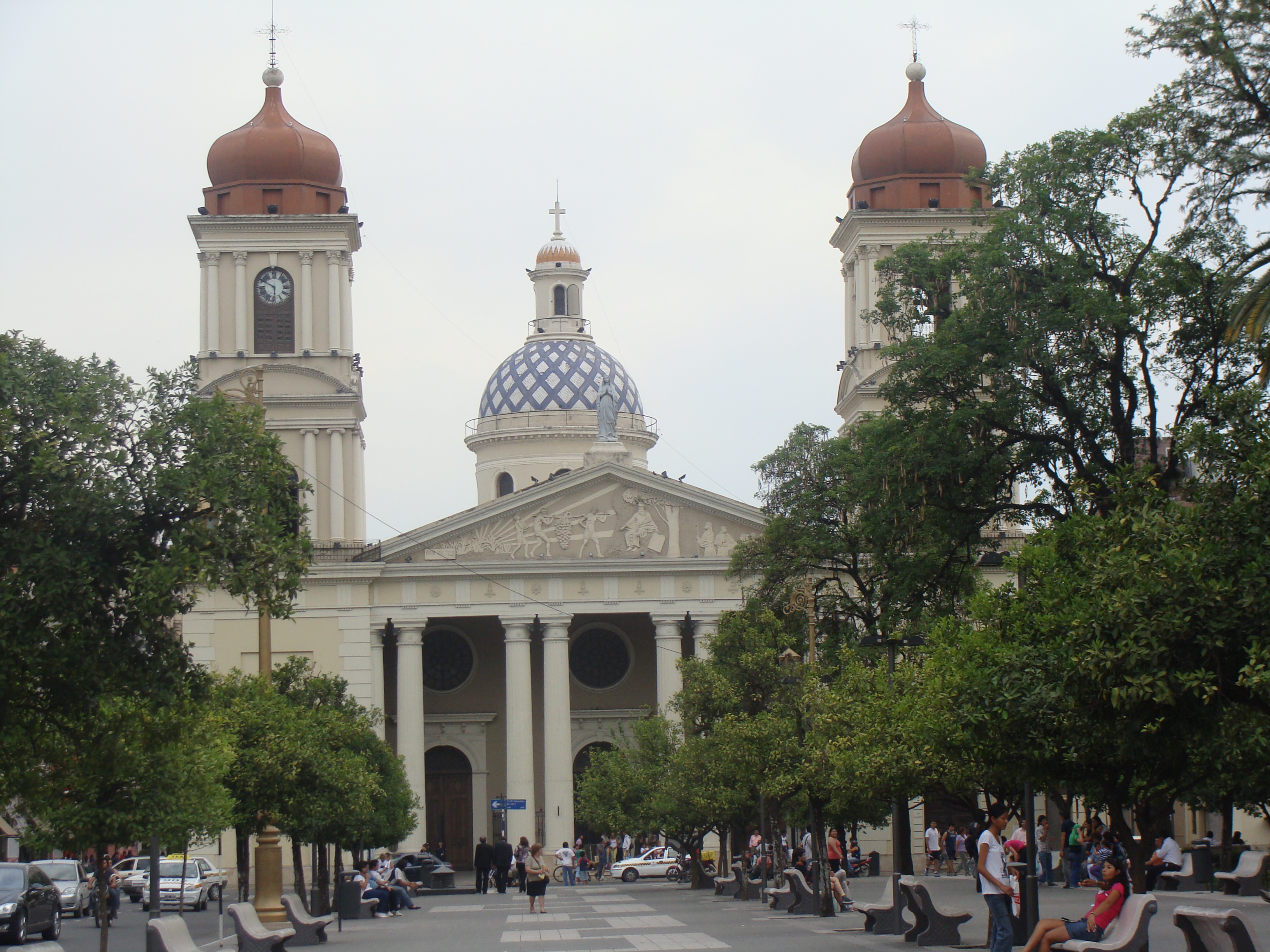
De kathedraal van San Miguel de Tucumán

Het aartsbisdom (rood) binnen de kerkprovincie Tucumán (roze)

Het aartsbisdom Tucumán (Latijn: Archidioecesis Tucumanensis) is een rooms-katholiek aartsbisdom met als zetel San Miguel de Tucumán in Argentinië.  
Het bisdom Tucumán werd opgericht in 1897. In 1957 werd het verheven tot aartsbisdom.
De kerkprovincie Tucumán bestaat verder uit drie suffragane bisdommen:
- Añatuya
- Concepción
- Santiago del Estero

In 2020 telde het aartsbisdom 49 parochies. Het aartsbisdom heeft een oppervlakte van 10.996 km² en telde in 2020 1.214.028 inwoners waarvan 89% rooms-katholiek was. 

## Aartsbisschoppen
- Juan Carlos Aramburu (1957-1967)
- Blas Victorio Conrero (1968-1982)
- Horacio Alberto Bózzoli (1983-1993)
- Raúl Arsenio Casado (1994-1999)
- Luis Héctor Villalba (1999-2011)
- Alfredo Horacio Zecca (2011-2017)
- Carlos Alberto Sánchez (2017-)

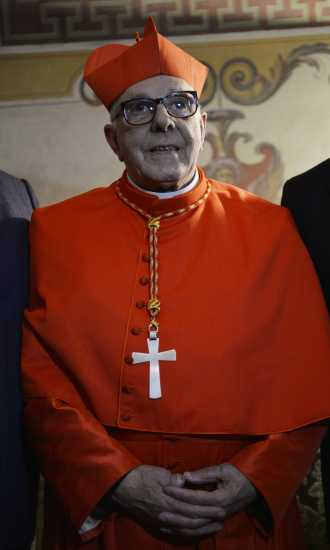
Luis Héctor Villalba
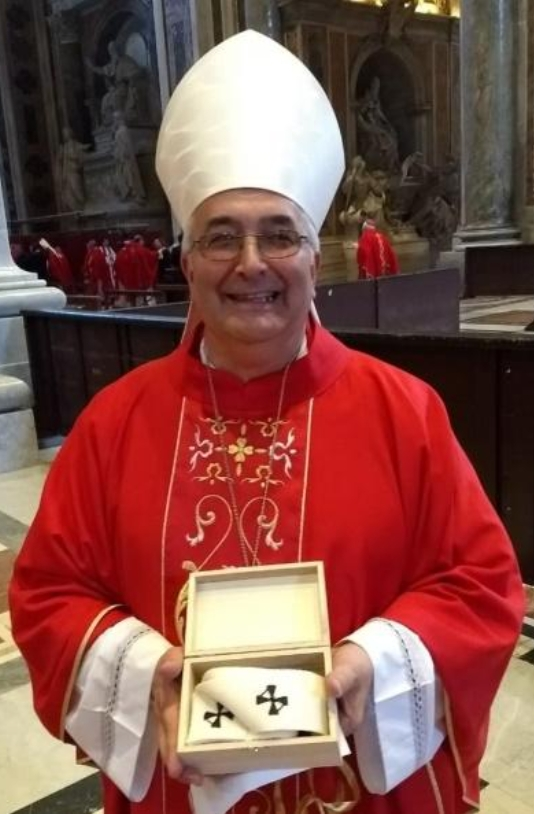
Carlos Alberto Sánchez

Tucumán (aartsbisdom) · Añatuya · Concepción · Santiago del Estero